# Мірошник Микола Вікторович
Микола Вікторович Мірошник (9 грудня 1970, смт Солоницівка Дергачівського району Харківської області) — генерал-майор, начальник Департаменту оперативного документування Служби безпеки України з 16 липня 2016 року. 

## Життєпис
Навчався у НАСБУ.

## Особливості роботи та кадрового забезпечення в умовах люстрації
Мірошник сформував нову команду.
Його команда активно працювала і з тимчасово переміщеними особами з Донеччини і Луганщини, на предмет виявлення серед них сепаратистськи налаштованих громадян.
Військове звання — генерал-майор.
Одружений, має двох синів.